# БРДМ-2
БРДМ-2 (от руски: Бронированная Разведывательно-дозорная Машина – Бронирана Разузнавателна Патрулна Машина) е съветски лек бронетранспортьор, широко разпространен по света.

## Описание
БРДМ-2 е създаден да замести БРДМ-1, и включва множество подобрения. Двигателят се намира в задната част на машината и осигурява еднаква мощност както на сушата, така и във водата. Освен четирите основни колела, БРДМ-2 разполага и с два чифта по-малки в средната част на каросерията. Те спомагат за увеличаването на проходимостта. Гумите не са защитени по никакъв начин и могат да се спукат при неблагоприятен терен.
Бронята е с дебелина от едва 14 мм, но може да издържи на куршуми от леки огнестрелни оръжия и осколъчни елементи от шрапнели. За разлика от по-старите БТР-и и бронирани коли, БРДМ-2 разполага с пълен набор от прибори за ядрена, химическа и биологична защита.
Основното оръжие е 14,5-милиметрова картечница КПВТ, чиято скорострелност е около 150 изстрела в минута. Боезапасът ѝ е 500 патрона. Вертикалният ѝ ъгъл на движение е от -5 до +30 градуса, а противовъздушният обсег е около 1400 метра. Може да порази наземни цели на разстояние до 2 км. Картечницата има и ограничена бронебойна способност – пробива 20 мм броня на разстояние от 1000 м и 30 мм на разстояние от 500 м.
Едно от предимствата на БРДМ-2 пред съвременните патрулни машини (като М1117) е наличието на бронирани капаци за защита на стъклата.

## Варианти

### ГДР
- SPW 40P2 – базов модел, немско название.
- SPW 40P2(K) – команден вариант с телескопична антена.
- SPW 40P2M/F – сигнална машина с навигационни системи и радио.
- SPW 40P2UM – немско обозначение за БРДМ-2УМ

#### Куба
Куба е разработила самоходна 120-мм минохвъргачка, като е премахнат купола на машината. В задната ѝ част има три кутии с муниции. Названието на този вариант все още не е известно.

#### Полша
- БРДМ-2М-96 – модифициран вариант без средни колела и със странични врати.
- БРДМ-2М-96i – БРДМ-2М-96 с двигател IVECO.
- БРДМ-2М-96ik Чакал – БРДМ-2М-96i с климатична система и 12,7-мм картечница, разработен за мисии в Ирак.
- БРДМ-2М-97 Збик-Б – БРДМ-2М-96i с нов купол, 12,7-мм картечница, релса за противотанкови ракети, димни гранатомети, цифрово радиооборудване, прибори за нощно виждане, лазерна предупредителна система и GPS-система.
- БРДМ-2М-98 Збик-А – Збик-Б с радарна установка.
- БРДМ-2М R-1A – сигнален вариант с радиоапарати и телескопична антена.
- БРДМ-2М R-5 – команден вариант 4 радиоапарата и 3 антени.

#### Сърбия
- M-05 Вук – модификация с двигател от „Hummer“, по-голям купол с картечница М84, автоматичен гранатомет М93 и димен гранатомет. Премахнати са малките колела в средата на машината, а бойното отделение е по-голямо и позволява повече движение на екипажа.

#### СССР/Русия
- БРДМ-2 – базов модел. Има същия конусовиден купол без люк като БТР-60ПБ с две картечници.
- БРДМ-2М – модернизиран вариант на базовия модел. По-мощен дизелов двигател ГАЗ-562 (175 к.с.), купол на БТР-80, GPS-система и други.
- БРДМ-2РХ – вариант за радиологично и химическо разузнаване с апарати за поставяне на сигнални флагове около замърсените райони. Измервателното оборудване се състои от автоматичен газов сензор ГСА-12, полуавтоматични сензори ППХР и ВПХР, рентгенометър ДП-3Б, дозиметър ДП-5В, и обеззаразяващ апарат ДК-4К. С този модел са снабдени военните формирования за разузнаване и химическа защита
- БРДМ-2РХБ – модификация на БРДМ-2РХ, включваща системи за биологична защита и разузнаване. Без картечница.
- БРДМ-2УМ – команден вариант без купол и генератор с мощност 1КВт. В допълнение има три радиоапарата и две антени.
- 9П31 – ракетна установка за 9К31. Пусковите релси заменят купола, а екипажът е намален до трима.
- 9П122 Малютка – противотанков вариант, въоръжен с 6 ракети 9М14М Малютка и още 14 складирани вътре в машината. Екипажът е намален до двама души.
- 9П124 – противотанков вариант, въоръжен с 4 радиоуправляеми ракети 9М17М Скорпион и още 4 складирани в бойното отделение. Екипажът се състои от двама души.
- 9П133 – подобрен вариант на 9П122, въоръжен с по-мощните ракети 9М14П. В бойното отделение има място за 16 – 18 от тях.
- 9П137 Флейта – подобрен модел с противотанкови ракети 9М19П.
- 9П148 Конкурс – противотанков вариант с 5 ракети 9М113 Конкурс. Оръжието може да изстрелва и 9М111 Фагот. В бойното отделение могат да се съберат по 10 ракети от двата типа или 14 9М113.
- ЗС-82 – версия за психологически операции. На върха на купола е монтиран високоговорител.
- АТМ-1 Ингул – аварийна машина за граждански цели без купол.

#### Украйна
- БРДМ-2Д – с по-мощен двигател СМД-21-08 (145 к.с.), премахнати са централните колела, страничните илюминатори са заменени с люкове.
- БРДМ-2ДИ – прототипен модел с дизелов двигател IVECO (138 к.с.) и странични врати.

#### Унгария
- VS БРДМ-2 – включва ядрена, химическа и биологична защита, с машина за поставяне на сигнални флагове и специализирано оборудване за измерване на замърсяването.

#### Чехия
- LOT-B – модернизиран вариант с дизелов турбодвигател „Рено“ DCI 4С (мощност 162 к.с.), подобрена ЯХБ защита, нов купол с прибори за дневно и нощно виждане, основното оръжие е 12,7-милиметрова картечница НСВТ.
- LOT-VR – команден вариант на LOT-B със сигнална апаратура и електрогенератор.
- OKV-P – полицейски вариант без купол, със странични люкове и по-големи бронирани прозорци.

## Оператори
- Албания
- Алжир
- Ангола
- Армения
- Афганистан
- Беларус
- Бенин
- България – 12
- Виетнам
- Гвинея
- Гвинея-Бисау
- Екваториална Гвинея
- Грузия
- Египет
- Еритрея
- Естония
- Етиопия
- Замбия
- Зимбабве
- Израел
- Индия
- Индонезия
- Ирак
- Йемен
- Кабо Верде
- Казахстан
- Република Конго
- Северна Корея
- Куба
- Латвия
- Либия
- Литва
- Мавритания
- Мадагаскар
- Северна Македония
- Малави
- Малдиви
- Мали
- Мозамбик
- Молдова
- Монголия
- Намибия
- Никарагуа
- Перу
- Полша
- Русия
- Румъния
- Сейшелски острови
- Сирия
- Сомалия
- Сомалиленд
- Судан
- Сърбия
- Танзания
- Туркменистан
- Украйна
- Унгария
- Чад
- Чехия

### Бивши
- ГДР – разпродадени на Полша и България през 1992 г.
- Словения
- СССР – разпределени между страните от ОНД през 1992 г.
- Хърватия – дадени за скрап
- Чехословакия